# Mnajdra
Mnajdra (malteško L-Imnajdra) je megalitski tempeljski kompleks na južni obali sredozemskega otoka Malte. Približno 500 m je oddaljena od megalitskega kompleksa Ħaġar Qim. Zgrajena je bila okoli 4. tisočletja pred našim štetjem; megalitski templji na Malti so med najstarejšimi verskimi kraji na Zemlji, ki jih je odbor svetovne dediščine opisal kot "edinstvene arhitekturne mojstrovine". Leta 1992 je Unesco uvrstil Mnajdro in štiri druge malteške megalitske strukture na seznam svetovne dediščine. Leta 2009 so zgradili zaščitni šotor.

## Opis
Mnajdra je iz koralnega apnenca, ki je precej trdnejši od globigerinskega apnenca v Ħaġar Qimu. Glavni strukturni sistemi, ki so uporabljeni v templju, so konzole iz manjših kamnov ter oporniki in preklade z uporabo velikih plošč iz apnenca.
Tloris v obliki listov detelje se zdi pravilnejši kot pri Ħagar Qimu in spominja na zgodnejši kompleks v Ġgantiji. Prazgodovinska struktura je sestavljena iz treh stikajočih, a nepovezanih templjev: zgornjega, srednjega in spodnjega. 
Zgornji tempelj je najstarejša zgradba in datira do ggantijske dobe (3600–3200 pr. n. št.), je triapsidna. Osrednja apsida ima odprtino, ki jo blokira nizka stena. Stebrički so bili okrašeni z jamicami, ki so jih vrtali v vodoravnih vrsticah na notranji površini.
Srednji tempelj je bil zgrajen (ali morda obnovljen) v pozni tarxienski dobi (3150–2500 pr. n. št.), katerega glavna osrednja vrata so oblikovana z luknjo, izrezano v velik kos apnenca, postavljenega pokončno, tipična konstrukcija drugih megalitskih vrat na Malti. Ta tempelj je imel verjetno prvotno obokan strop, vendar so ostale le baze stropa na vrhu stene in je pravzaprav najnovejša struktura. Oblikovana je iz plošč, zloženih horizontalno (nepravi obok).
Najnižji tempelj, zgrajen v zgodnji tarksienski dobi, je najveličastnejši in morda najboljši primer malteške megalitske arhitekture. Ima veliko dvorišče s kamnitimi klopmi, vhodni prehod, ki ga pokrivajo vodoravne plošče, od katerih je ena ohranjena, in ostanke obokane strehe.  Tempelj je okrašen s spiralno rezbarijo in vdolbinami, preboden je z okni, nekaj manjšimi sobami in eno na prirejenih kamnih.

## Namen
Najnižji tempelj je astronomsko poravnan, zato je bil verjetno uporabljen za astronomsko opazovanje in za koledar.  Ob enakonočju sončna svetloba prehaja skozi glavna vrata in osvetli glavno os. Ob solsticiju sončna svetloba osvetljuje robove megalitov na levi in desni strani teh vrat. 
Čeprav ni pisnih virov, ki bi nakazovali namen teh struktur, so arheologi izkopali obredne predmete: žrtvene kremenove nože in mreže, ki so bile morda uporabljene za zadrževanje žrtvenih živali (našli so različne živalske kosti). Te strukture niso bile uporabljene kot grobnice, ker niso našli nobenih človeških ostankov. V templjih so kamnite klopi in mize, ki namigujejo na njihovo uporabo. V njih so našli veliko artefaktov, ki kažejo, da so bili uporabljeni v verske namene, morda za zdravljenje bolezni ali spodbujanje plodnosti.

## Izkopavanja in nedavna zgodovina
Izkopavanja so bila izvedena pod vodstvom J. G. Vanca leta 1840, eno leto po odkritju Ħagar Qima. Leta 1871 je James Fergusson izdelal prvi načrt megalitske strukture. Načrt je bil precej netočen in zato je leta 1901 dr. Albert Mayr izdelal prvi natančen načrt, ki je temeljil na njegovih ugotovitvah. Leta 1910 je dr. Thomas Ashby izvedel nadaljnje preiskave, ki so privedle do zbiranja pomembnega arheološkega materiala. Nadaljnja izkopavanja so bila decembra 1949, ko so  odkrili dva majhna kipa, dve veliki skledi, orodje in velik sferičen kamen, ki je bil verjetno uporabljen za premikanje velikih kamnov templja.
Tempelj je bil vključen na seznam starin 1925.
Mnajdra je bila poškodovana 13. aprila 2001, ko so vsaj trije ljudje z vlačilci zrušili ali zlomili okrog 60 megalitov in na njih napisali grafite. Napad je bil "najhujše dejanje vandalizma, ki so ga kdaj storili na otoku Malta", Unesco. Poškodbe templjev so bile sprva videti nepopravljive, vendar so jih obnavljali z uporabo novih tehnik, zaradi česar je bilo težko ugotoviti, kje so bili poškodovani megaliti. Templje so leta 2002 ponovno odprli za javnost
Na malteških evrskih kovancih za 1, 2 in 5 centov, ki so bili kovani od leta 2008, so templji Mnajdra.
Leta 2009 je bilo okoli Mnajdre in Ħaġar Qimoma zgrajeno zavetje.

## Galerija
- Pogled na strukturo
- Ruševine zgornjega (najstarejšega) templja
- Ostanki Mnajdre
- Pomemben grafit predstavlja s streho pokrit megalitski tempelj, najden v Mnajdri
- Sončni koti
- Tloris templja
- Nova streha (2009)